# Delage Type ZC

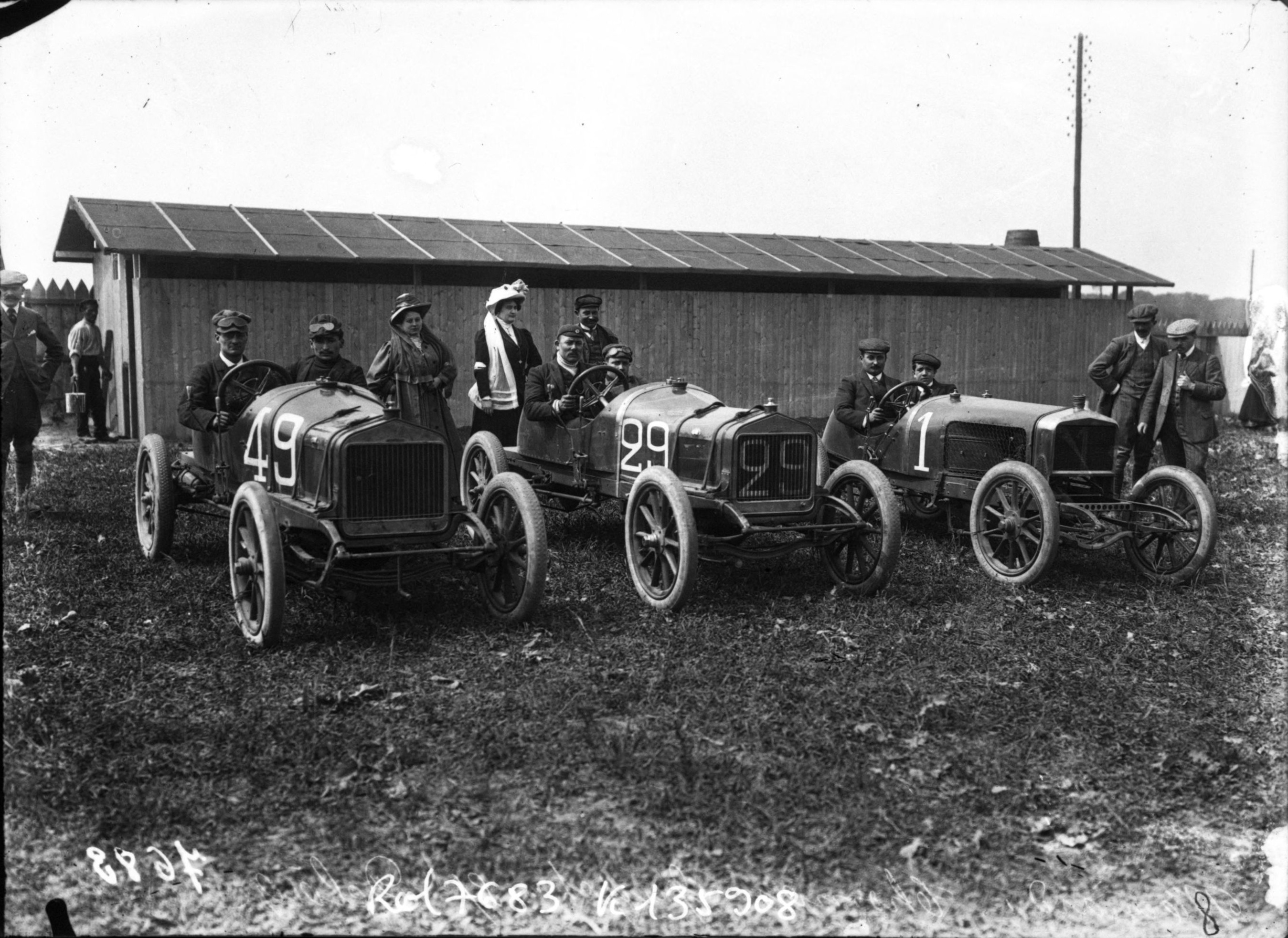
Zwei Delage Type FC (links) sowie der siegreiche Delage Type ZC (rechts) bei einem Autorennen 1908

Der Delage Type ZC war ein Rennwagen der französischen Marke Delage.

## Beschreibung
Die nationale Zulassungsbehörde prüfte das Fahrzeug mit der Fahrgestellnummer 1 und dem Motor 1. Die Homologation erfolgte am 3. Juli 1908. Delage setzte das Fahrzeug nur 1908 ein. Vorgänger war der Delage Type FC. Danach folgte eine zweijährige Rennpause.
Ein Einzylindermotor trieb die Fahrzeuge an. Er stammte ursprünglich von De Dion-Bouton. Louis Delâge erkannte, dass der Motor nicht leistungsfähig genug sei, und beauftragte Némorin Causan mit der Überarbeitung. Der Motor hatte weiterhin 100 mm Bohrung und 160 mm Hub. Das ergab 1257 cm³ Hubraum. Der Motor war mit 15 Cheval fiscal eingestuft und leistete etwa 25 PS. Die Höchstgeschwindigkeit lag bei über 100 km/h.
Das Fahrgestell hatte 1120 mm Spurweite und 2550 mm Radstand. Das Leergewicht betrug 860 kg.
Soweit bekannt, entstand nur ein Fahrzeug dieses Typs.

## Renneinsätze
Am 6. Juli 1908 wurde ein Fahrzeug bei der Coupe des Voiturettes 1908 in Dieppe eingesetzt. Das Team Albert Guyot/Reyrol gewann.